# 29356 Giovarduino
29356 Giovarduino este un asteroid din centura principală de asteroizi.

## Descriere
29356 Giovarduino este un asteroid din centura principală de asteroizi. A fost descoperit pe 25 septembrie 1995 la Observatorul Pleiade de Plinio Antolini. Asteroidul prezintă o orbită caracterizată de o semiaxă mare de 3,19 ua, o excentricitate de 0,17 și o înclinație de 0,6° în raport cu ecliptica.